# Castello di Linz
Il castello di Linz (in lingua tedesca Linzer Schloss) è un castello austriaco, situato nell'Alta Austria, nel cuore della città di Linz, gittante sul Danubio.

## Storia

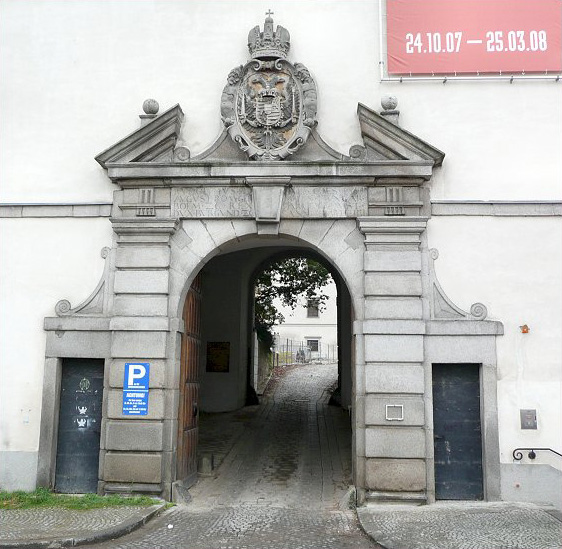
La Rudolfstor, frutto delle ristrutturazioni seicentesche del castello

Un castrum romano era già esistente nella città di Lentia all'epoca dei Romani. La prima esistenza certa però di una costruzione in muratura risale al 799. Sotto il governo dell'Imperatore Federico III il castello venne ricostruito nel 1477 e servì quale sua residenza dal 1489 al 1493. Di quest'epoca sono oggi rimaste alcune olle per l'olio riportanti l'acronimo A.E.I.O.U. (Austria Est Imperare Omni Universo), motto dell'imperatore. Suo figlio Massimiliano I frequentò più spesso il castello di Linz.
L'Imperatore Rodolfo II d'Asburgo nel 1600 si dimostrò intenzionato ad espandere la fortificazione ed incaricò di questo l'architetto olandese Anton Muys. A quest'epoca risale il Rudolfstor, il portale principale del castello (1604) che collega la struttura alla città di Linz.
Nel 1626, dopo la guerra dei contadini, il castello venne ulteriormente fortificato e la struttura godette di un governatore militare apposito, soppiantato dal 1783 da un governatore per lo stato dell'Alta Austria che qui venne a prendere residenza.
Durante le guerre napoleoniche, il castello servì da ospedale militare anche se nel 1800 venne in parte devastato da un incendio che distrusse l'ala sud. Successivamente venne utilizzato come caserma.
Dopo la seconda guerra mondiale, il castello venne sottoposto ad una generale opera di ristrutturazione per riportarlo all'antico splendore e vi venne aperto un museo regionale.

## Il museo
Il castello di Linz, come si è detto, ospita anche un museo che venne aperto in parte nel 1963 e ufficialmente nel 1966. Esso rappresenta una collezione di oggetti storici e del folklore locale. L'esibizione permanente conserva armi d'epoca ed antichi strumenti musicali oltre ad una vasta collezione numismatica.